# أويل سيرش (شركة)
أويل سيرش (بالإنجليزية: Oil Search)‏ كانت أكبر شركة لاستكشاف وتطوير النفط والغاز في بابوا غينيا الجديدة، والتي تدير جميع حقول النفط في البلد. مقرها الرئيسي في العاصمة بورت مورسبي. اندمجت أويل سيرش مع الشركة الأسترالية سانتوس في ديسمبر 2021.

## تاريخ
تأسست الشركة في عام 1929. في عام 2006 كانت مسؤولة عن 13٪ من الناتج المحلي الإجمالي لبابوا غينيا الجديدة. وكانت مدرجة في بورصة بورت مورسبي وبورصة أستراليا. تبلغ قيمتها السوقية حوالي 12 مليار دولارًا أمريكيًا.
تمتلك حكومة بابوا غينيا الجديدة حصة 17.6٪ في الشركة، كما تعمل الشركة في مناطق في اليمن ومصر وليبيا وإقليم كردستان العراق.

## الاندماج
في عام 2021، وافقت أويل سيرش على شروط الاندماج مع شركة سانتوس، ثاني أكبر منتج مستقل للنفط والغاز في أستراليا، والتي يحصل بموجبها ملاك أسهم أويل سيرش على 38.5% من أسهم سانتوس. تمت عملية الاندماج في 14 ديسمبر 2021.

## روابط خارجية
- موقع رسمي